# Східний Йоркширський Райдінг
Східний Йоркширшський Райдінг або Східний Йоркшир (англ. East Riding of Yorkshire) — графство, а також адміністративний округ в Англії.
Східний Райдінг був одним із трьох райдінгів Йоркшира (інші два — Північний та Західний). З 1974 року по 1996 рік він входив до складу графства Гамберсайд. Як церемоніальне графство Східний Райдінг має у своєму складі місто Кінгстон-апон-Галл, що є окремим адміністративним округом.